# Pollenia maculata
Pollenia maculata este o specie de muște din genul Pollenia, familia Calliphoridae. A fost descrisă pentru prima dată de Villeneuve în anul 1933. Conform Catalogue of Life specia Pollenia maculata nu are subspecii cunoscute.